# Hósüti
A Hósüti (eredeti cím: Snow Cake) 2006-ban bemutatott kanadai–brit romantikus filmdráma. A „független film” rendezője Marc Evans, főszereplői Alan Rickman, Sigourney Weaver, Carrie-Anne Moss és Emily Hampshire.
Magyarországi bemutató: 2007. április 13. (Titanic International Filmpresence Festival)

## Cselekménye
|  | Alább a cselekmény részletei következnek! |

Alex Hughes (Alan Rickman) most szabadult a börtönből, ahol gyilkosság miatt ült. A szótlan, szemüveges angol Angliából Kanadába repül, hogy találkozzon fia anyjával, akivel 22 évvel korábban alkalmi kapcsolata volt. Fiával soha nem találkozott, első találkozásuk előtt a fiú közlekedési balesetben meghalt. Alex megkereste a vétkes sofőrt, és bár csak egyszer ütötte meg, a férfi meghalt.
Kanadában Alex kocsit bérel, hogy azzal tegye meg a hosszú utat. Az egyik út menti büfében egy beszédes, fiatal lány csapódik hozzá, Vivienne Freeman (Emily Hampshire). A lány Wawába utazik, az anyjához. A büfében azért ült le Alexhez, mert úgy érezte, hogy neki van leginkább másokra szüksége. A férfi Winnipegbe utazik, ezért felveszi a lányt. Útközben felfedi a múltját a lány előtt, még a bátyjáról is beszél, aki egy homoszexuális bankár.
Vivienne az egyik megállónál színes, csillogó műanyag gömböket vesz, amiket az anyjának szán. Nem sokkal később, mielőtt felkanyarodnának az országútra, egy kamion beléjük rohan, kocsijuk többször átfordul. Alex kikászálódik a kocsiból, a lány azonban a helyszínen meghal. Alexet sokkolja a hír. Elhatározza, hogy felkeresi a lány anyját. Linda (Sigourney Weaver) jól kommunikáló autista. Lánya haláláról már értesült Alex odaérkezése elől, de nem mutatja, hogy szomorú lenne emiatt. Gyerekesen örül az Alex által átadott színes labdáknak és játszani kezd velük. Az egyik szomszédasszony felajánlja, hogy segít Lindának, ő azonban elutasítja ezt, és arra hivatkozik, hogy Alex ott marad éjszakára. Mivel a férfi ruhái a mosógépben vannak, kénytelen elfogadni a helyzetet. Éjszaka kis bolyongás után Vivienne szobájában köt ki, ahol az emeleti ágyról Linda a szemébe világít egy zseblámpával.
Másnap reggel Linda a kertben a hóban fekszik és havat töm a szájába. Azt mondja Alexnek, ez olyan érzés, mint az orgazmus lehet.
Alex vállalja, hogy megszervezi a temetést, és keddig marad, mert akkor viszik el a szemetet, és Linda képtelen rá, hogy megérintse a szemeteszsákokat. Ez Vivienne feladata volt. Linda tisztaság- és rendmániás, de emellett hetente eljár a közeli boltba dolgozni, ahol árufeltöltőként alkalmazzák. Alex Vivienne kutyájának sétáltatása közben megismerkedik a szemben lakó, vonzó nővel, Maggie-vel (Carrie-Anne Moss), akit Linda nem szeret, és azt állítja róla, hogy prostituált. Alex néhányszor ott alszik nála, de kiderül, hogy a nő nem prosti. A Maggie körül legyeskedő fiatal rendőr figyelmezteti a nőt, hogy akivel barátkozik, az most szabadult a börtönből, ahová emberölés miatt került. Maggie nem változtat a kapcsolatukon és nem kérdezgeti a férfit, aki egy alkalommal elmondja neki, hogy mi történt a fiával.
Időközben megérkeznek Linda szülei, akik hegyi kiránduláson voltak, és nem voltak elérhetők. A temetési szertartáson, a templomban Linda ugyanúgy viselkedik, mint otthon: jobban lekötik a színes fények és a levegőben szálló porszemcsék. A halotti torra a házába érkező vendégsereg és az ezzel járó felfordulás zavarja Lindát, aki egyszer csak bekapcsolja a zenét és táncolni kezd. A vendégek gyorsan elszállingóznak. Linda még a szüleit is elküldi, hogy alaposan ki tudja takarítani a lakást.
Alex megkéri Maggie-t, hogy fogadja be Linda kutyáját, mivel Linda képtelen ellátni az állatot (a kutya Vivienne-é volt). Maggie beleegyezik, és hallgatólagosan azt is elvállalja, hogy kiviszi Linda szemeteszsákjait. Erre akkor kerül sor, amikor Alex elindul, hogy találkozzon gyermeke anyjával.
|  | Itt a vége a cselekmény részletezésének! |

## Szereposztás
| színész             | szerep                 | magyar hang        |
| ------------------- | ---------------------- | ------------------ |
| Alan Rickman        | Alex Hughes            | Tahi Tóth László   |
| Sigourney Weaver    | Linda                  | Menszátor Magdolna |
| Carrie-Anne Moss    | Maggie                 | Götz Anna          |
| Emily Hampshire     | Vivienne Freeman       | Szabó Zselyke      |
| Callum Keith Rennie | John Neil, kamionsofőr |                    |
| James Allodi        | Clyde, fiatal rendőr   |                    |

## Fogadtatás
- A filmkritikusok véleményét összegző Rotten Tomatoes 66%-ra értékelte 61 vélemény alapján, a nézők értékelése 84%.[2]
- Los Angeles Times, Carina Chocano (2007. április 27.): „A Hósüti tele van váratlan pillanatokkal és ügyes megfigyelésekkel. Azt sugallja, hogy sohasem túl késő vagy túl távoli kapcsolatba lépni valakivel és megérteni másokat.”
- Urban Cinefile: „A Hósüti az elejétől fogva olyan remek forgatókönyvvel rendelkezik, és annyira ügyesen adják elő, olyan aprólékos rendezéssel, hogy a kezdeti ígéreteket is túlszárnyalja a megvalósítás.”[3]

## Díjak, jelölések
A filmet az alábbi négy kategóriában jelölték a 2007-es, 27. Genie Awards-on:
- legjobb színésznő: Sigourney Weaver
- legjobb mellékszereplő színésznő: Emily Hampshire
- legjobb mellékszereplő színésznő: Carrie-Anne Moss (elnyerte)
- legjobb operatőr: Steve Cosens

A Hósüti elnyerte a Zip.ca People's Choice Award-ot a 2007-es Kingston Canadian Film Festival-on.

## Forgatási helyszínek
- Wawa, Ontario, Kanada

## Érdekesség
Angela Pell, a forgatókönyv írója Alex Hughes szerepét eleve Alan Rickmannek szánta. A szövegkönyvet Rickman olvasta el elsőnek, ő javasolta, hogy Linda szerepét Sigourney Weaver kapja meg.
Angela Pell fia autista.
Rickman és Weaver is jelöltek voltak a Seattle International Film Festival-on „legjobb színész”, illetve „legjobb színésznő” kategóriában.
A forgatásra való felkészülés alatt Sigourney Weaver munkáját az autizmussal kapcsolatban Ros Blackburn segítette, aki autizmussal és Asperger-szindrómával foglalkozó írások szerzője és előadója. Alan Rickman szándékosan nem foglalkozott az autistákkal való viselkedéssel, hogy a reagálása Lindával kapcsolatban hiteles legyen.

## Fordítás
- Ez a szócikk részben vagy egészben  a   Snow Cake című angol Wikipédia-szócikk fordításán alapul.  Az eredeti cikk szerkesztőit annak laptörténete sorolja fel. Ez a jelzés csupán a megfogalmazás eredetét és a szerzői jogokat jelzi, nem szolgál a cikkben szereplő információk forrásmegjelöléseként.